# スーパーパンプト/Uber -破壊的ビジネスを創った男-
『スーパーパンプト/Uber -破壊的ビジネスを創った男-』は、マイク・アイザックによる著書「ウーバー戦記」（2019年）をもとに、シーズンごとにビジネス界を根底から揺るがし、文化を変えた物語を探求するアンソロジーシリーズ「Super Pumped」の第1弾として公開されたアメリカ合衆国のテレビシリーズ。

## 概要
シーズン1は、ジョセフ・ゴードン＝レヴィットが演じる元UberCEOトラヴィス・カラニックの盛衰を描き、2022年2月27日にShowtimeでプレミア上映された。また、第2シーズンの製作が決定している。
日本では、2022年11月11日にU-NEXTで独占配信された。

## キャスト
| 役名                                     | 俳優                           | 日本語吹替 |
| ---------------------------------------- | ------------------------------ | ---------- |
| トラビス・カラニック                     | ジョセフ・ゴードン＝レヴィット | 平川大輔   |
| ビル・ガーリー                           | カイル・チャンドラー           | 井上和彦   |
| オースティン・ガイト                     | ケリー・ビシェ                 | 柚木尚子   |
| エミル・マイケル                         | ババク・タフティ               | 高橋広樹   |
| ギャレット・キャンプ                     | ジョン・バス                   |            |
| ライアン・グレーブズ                     | ジョエル・ケリー・ドーテン     | 三瓶雄樹   |
| アンジー・ユー                           | アニー・チャン                 | 大平あひる |
| ランドール・ピアソン                     | リチャード・シフ               | 金尾哲夫   |
| アリアナ・ハフィントン                   | ユマ・サーマン                 | 井上喜久子 |
| クエンティン                             | ノア・ワイズバーグ             | 近松孝丞   |
| ヘンドリックス                           | ダレン・ペティ                 | 佐々木祐介 |
| ガビ・ホルツワース                       | ブリジット・ガオ・ホリット     |            |
| ボニー・カラニック                       | エリザベス・シュー             | 増岡裕子   |
| ドナルド・カラニック                     | ブライアン・ホウ               | 平林剛     |
| ファウジ・カメル                         | ムーサ・フセイン・クライシュ   | 松川裕輝   |
| スーザン・ファウラー                     | エヴァ・ビクター               | 黒木彩加   |
| マイク・オービッツ （第1話のみ）         | ジョン・マイケル・ヒギンズ     | 宮崎敦吉   |
| エリッチ・イングランド （第2話のみ）     | フレッド・アーミセン           |            |
| ベン・スミス （第5話のみ）               | アレックス・ハート             | 上住谷崇   |
| ティム・クック （第5話のみ）             | ハンク・アザリア               | 横堀悦夫   |
| アビゲイル・ジョンソン （第7話のみ）     | クリスティン・ケアリー         | 加藤沙織   |
| デイヴィッド・ボンダーマン （第7話のみ） | チェルシー・ロス               | 吉富英治   |
| ナレーター                               | クエンティン・タランティーノ   | 青山穣     |

## スタッフ

### 字幕版
翻訳：获原利惠、制作進行：永井有美子、製作：JVCケンウッド・デオテック、Paramount Global Content Distribution

### 日本語吹替版
演出：鍛治谷功、翻訳：宮葉直子、調整：原口崇正、制作進行：白岩麻実子、製作：JVCケンウッド・ビテオテック、配給：Paramount Global Content Distribution

## 製作
2021年5月、ジョセフ・ゴードン＝レヴィットとカイル・チャンドラーが主役にキャスティングされた。
2022年2月16日、クエンティン・タランティーノがシーズン1のナレーターを務めることが報じられた。タランティーノはブライアン・コッペルマンとデヴィッド・レヴィアンが手掛けた『ビリオンズ』の大ファンだと語っており、コッペルマンとレヴィンは彼にこの役を売り込んだ。
主要撮影は2021年9月にカリフォルニア州ロサンゼルスで始まった。

## エピソード
| シーズン | シーズン | 話数 | 話数 | 放送期間      | 放送期間      |
| シーズン | シーズン | 話数 | 話数 | 初回放送      | 最終回放送    |
| -------- | -------- | ---- | ---- | ------------- | ------------- |
|          | 1        | 7    | 7    | 2022年2月27日 | 2022年4月10日 |